# Circle Line (Singapur)
La Circle line, de vegades anomenada per l'acrònim CCL, és una de les sis línies del metro de Singapur (Mass Rapid Transit o MRT).
Efectua un bucle incomplet a través de la ciutat estat, connectant la parada Dhoby Ghaut al centre, amb la parada HarbourFront, al sud de Singapur. Hi ha igualment una branca que surt de la parada Promenade en direcció Marina Bay. És explotada per l'SMRT Corporation i s'identifica en els plànols pel color taronja. El traçat, totalment subterrani, té actualment 35,5 km de llarg amb un temps de recorregut d'una hora aproximadament.
Després d'un retard lligat a un l'esfondrament l'any 2004 a la parada Nicoll Highway, la Circle line es va inaugurar el 29 de maig de 2009 entre les parades Bartley i Marymount, convertint-se així en la quarta línia de la xarxa.Després es va estendre pels dos extrems, cap a Dhoby Ghaut el 17 d'abril de 2010 i després cap a HarbourFront el 8 d'octubre de 2011.
Finalment, la branca cap a Marina Bay es va posar en servei el 14 de febrer de 2012.

Traçat geogràfic de la Circle line amb els trams en servei i en construcció.

L'última fase, prevista per a 2026, connectarà Marina Bay amb HarbourFront, permetent finalment de completar el bucle.
Es la segona línia del MRT que funciona totalment sense conductor però igualment una dels més llargues línies de metro automàtic del món. L'any 2015, la feien servir 398.000 passatgers diaris. És la primera línia de la xarxa que fa servir material rodant de capacitat intermèdia, amb trens de tipus C830 i C830C de tres cotxes.